# Super Adventure Island II
Super Adventure Island II (jap.: 高橋名人の大冒険島II, Hepburn: Takahashi Meijin no Daibōken Jima Tsū) ist ein Jump ’n’ Run, das von Hudson Soft für das Super Nintendo Entertainment System veröffentlicht wurde. Das Spiel erschien Oktober 1994 in den Vereinigten Staaten.

## Inhalt
Nach New Adventure Island werden in diesem Spiel Master Higgins und seine Frau Tina während ihrer Flitterwochen von einem Sturm heimgesucht. Beide werden durch den Sturm getrennt und Master Higgins wacht auf und stellt fest, dass er sich an nichts erinnert. Nachdem er die Insel, auf der er sich befindet, erkundet hat, findet er heraus, dass die Insel von einem König regiert wird, der kürzlich ein Mädchen gefunden hat, das ebenfalls an Amnesie leidet und zur Königin ernannt wird. Sie wird jedoch auf mysteriöse Weise entführt und der König bittet Higgins, sie zu finden. Higgins nimmt die Mission an, da er das Gefühl hat, dass das Mädchen ihm helfen kann, seine verlorenen Erinnerungen wiederherzustellen.

## Spielprinzip
Super Adventure Island II hat eine Weltkarte, die in verschiedene Inseln unterteilt ist. Jede Insel hat verschiedene Gegenstände und Ausrüstung, von denen einige verwendet werden können, um auf andere Bereiche auf anderen Inseln zuzugreifen. Auf der Weltkarte reist der Spieler mit einem Floß auf dem Meer. Auf jeder Insel gibt es verschiedenen Feinde zu besiegen.

## Rezeption
Die US-amerikanische GamePro sagte, dass das Spiel auf jüngere Zielgruppe abziele und leichte Kost für Rollenspiel-Fans sei. Aber es solle jede Menge Action für alle Spieler geben. Außerdem gaben sie an, dass die Animation sehr begrenzt sei, der Schwerpunkt des Spiels aber auf dem Gameplay liege, das absolut exzellent sei.